# Narsès Ier d'Ibérie
Ne doit pas être confondu avec le général byzantin Narsès (v. 478- v. 573).
Narsès Ier d'Ibérie (mort en 888) est un prince de Samtské, de Schavschéti et d'Artani de la dynastie des Bagratides.

## Biographie
Narsès ou Nasr est le fils et successeur de Gouaram V Mamphali. Soutenu par l'empereur byzantin Basile Ier et par les Abkhazes, il se révolte contre son cousin germain le curopalate et prince-primat d'Ibérie David Ier, soutenu par les Arméniens, et, en 881, il le fait tuer par trahison. 
Narsès Ier est attaqué à son tour par une coalition menée par le roi Achot Ier d'Arménie qui soutient le parti loyaliste géorgien du prince Liparit Orbélian, qui obtient dans l'affaire le Trialeti, mais qui comprend également les émirs arabes locaux. Adarnassé, fils de David Ier, est établi à son tour sur le trône et Narsès doit s'enfuir en territoire byzantin. 
En 887, le roi Bagrat Ier d'Abkhazie, qui est allé réclamer des secours à Constantinople, revient avec une flotte et une armée avec laquelle il veut restaurer Narsès sur le trône. Il complète sa coalition avec le prince Baqathar d'Ossétie. Adarnassé IV d'Ibérie fait appel une nouvelle fois aux Arméniens et à ses parents de la lignée d'Artanoudji. Il affronte l'année suivante son rival et l'armée abkhaze dans une grande bataille. Les Abkazes et leurs alliés sont mis en fuite sur les bords de la haute-Koura. Nasr est pris et tué dans le village d'Aspinda dans le Samtkhé. 
Narsès Ier meurt sans union connue ni descendance et selon la « Chronique géorgienne » sa mémoire s'éteignit.